# Kuku (mâncare)
Kuku, scris și kookoo (persană کوکو) este un fel de mâncare din Iran pe bază de ouă. Este gătit frecvent ca fiind vegetarian, din ouă bătute amestecate cu diverse alte ingrediente.

## Descriere
Într-o rețetă tipică de kuku sabzi (ca în imaginea alăturată), ouăle sunt amestecate cu ierburi și condimentate cu sare, piper negru, nuci, uneori făină, dracilă, praf de copt și zerdiceaf măcinat sau amestec de condimente adviyeh. Compoziția este apoi turnată într-o tigaie cu ulei preîncălzit, acoperită și gătită la foc mic până când se solidifică. Poate fi întoarsă sau, uneori, mutată într-un cuptor fierbinte în ultimele minute. Unii bucătari gătesc ierburile pentru scurt timp înainte de a adăuga ouăle. Cantitatea de ierburi o depășește de obicei cu mult pe cea de ouă, acestea din urmă având doar rol de închegare. Astfel, gustul predominant este cel al plantelor, și nu cel de ouă ca într-o omletă obișnuită. Nucile și zereshk (dracilă) sunt garniturile cele mai des întâlnite așezate peste omletă. Felul de mâncare este adesea feliat și servit cald sau rece, cu pâine sau orez, iaurt, sabzi khordan (platou de ierburi proaspete) și torshi (legume murate). Kuku poate fi servit ca fel principal sau aperitiv.
Kuku este similar cu felul de mâncare italian frittata, cel arab eggah sau cu o omletă deschisă. Kuku are de obicei mai puțin de ou decât o frittata, și astfel trebuie gătită pentru mai puțin timp, la foc mic, înainte de a fi întoarsă, sau sub grill preț de câteva minute pentru a găti și partea de deasupra.

## Variante
Iranienii, inclusiv etnicii perși și azeri, gătesc mai multe tipuri de kuku, cu o varietate de arome. Unele variante sunt kuku și ierburi (kuku sabzi), kuku din cartofi (kuku sib-zamini), kuku și fasole și mărar, kuku și fasole fava (kuku shevid-baqala), kuku și dovleac, kuku și vinete (kuku-ye bademjan), kuku și dovlecei, kuku și carne de pui (kuku-ye morgh).

### Kuku sabzi
Una dintre cele mai populare variante este kuku sabzi (persană کوکوسبزی, „kuku cu ierburi proaspete”), aromat cu o combinație de ierburi și frunze (de exemplu, ceapă verde, pătrunjel, arpagic, coriandru, mărar, spanac, frunze de schinduf), care îi oferă o culoare verde intens. Acest fel de mâncare este adesea servit la Anul Nou persan (Nowruz) și este asociat cu alimentele aduse la picnicul de Sizdeh Bedar (a 13-a zi a Anului Nou persan, care marchează sfârșitul sărbătorilor, de multe ori petrecută cu un picnic în aer liber)..

### Kuku sib zamini
Un alt kuku popular în Iran este numit kuku sib-zamini sau kuku-ye sibzameezi (gilaki کوکو سیب زمینی, „kuku și cartofi”). Acest fel este preparat din cartofi rași, ceapă, șofran, și uneori usturoi, arpagic, scorțișoară, zerdiceaf sau nucșoară. Frecvent, felul este gătit sub formă de chiftele mici, dar poate fi gătit și ca o clătită mare. Această variantă a fost asemănată cu latke, rösti și tortilla española (omletă spaniolă).